# Ivan Pinkava
Ivan Pinkava, né le 1er février 1961 à Náchod, est un photographe, graphiste et commissaire d'exposition tchèque.

## Biographie
Ivan Pinkava est né dans le nord-est de la Bohème en 1961. Il a étudié à l'Académie du film de Prague (1982-1987), où il a aussi été enseignant.

## Collections
- Kinsey Institute Art Collection
- Bibliothèque nationale de France, Paris
- Musée de l'Élysée, Lausanne
- Gernsheim Collection, Austin, Texas
- Victoria and Albert Museum, Londres
- Maison Européenne de la Photographie, Paris
- Museum of Fine Arts of Houston
- Collection of PPF, Prague
- Museum of Art, Olomouc
- Museum of Decorative Arts (UMPRUM), Prague
- Galerie Morave de Brno

## Expositions
- Maison européenne de la photographie, Paris